# Betel folkhögskola

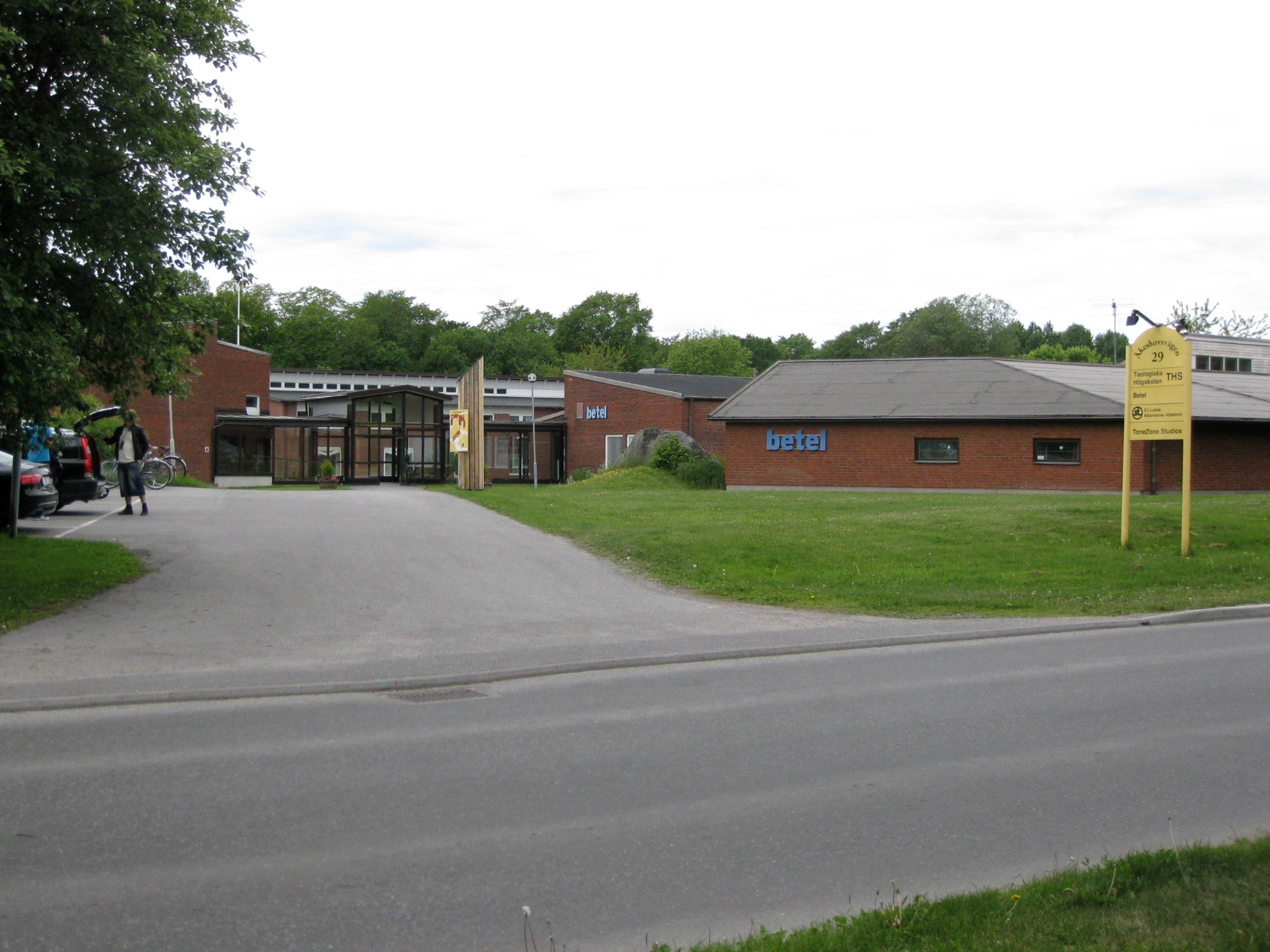
Betel folkhögskola

Betel folkhögskola var en filial till Sjöviks folkhögskola och låg i Bromma, Stockholm. Förr var folkhögskolan en del av Betelseminariet, men sedan seminariet gick samman med Teologiska högskolan i Stockholm var det endast Betel folkhögskola som fanns kvar i Betelseminariets gamla lokaler. 
2014 etablerades Bromma folkhögskola av de gamla skolorna Betel folkhögskola, Lidingö folkhögskola och Lidingö folkhögskolas stockholmsbaserade filial Kungsholmens utbildningscenter.

## Utbildningar
Betel folkhögskola drev två institut: Bibelinstitutet och Musikinstitutet. Elevantalet låg kring 60 elever per år. Båda utbildningarna var främst ettåriga, men Musikinstitutet erbjöd dessutom ett andra år för fördjupning.